# 24 Heures de Spa
Les 24 Heures de Spa sont une course automobile d'endurance née en 1924 se disputant sur le circuit de Spa-Francorchamps en Belgique. 
Cette épreuve est historiquement la deuxième course de 24 heures encore active à avoir été créée, un an après celle des 24 Heures du Mans.

## Histoire
Au cours du temps elle s'est disputée sous diverses réglementations, en accueillant des voitures de tourisme et de grand tourisme. Les 24 Heures de Spa ont fait partie du calendrier du championnat du monde des voitures de sport en 1953 et 1981, et de celui du championnat d'Europe des voitures de tourisme de 1966 à 1973 et de 1982 à 1988, à l'exception de l'année 1987 où la course était dans le championnat du monde des voitures de tourisme.
De 2001 à 2009, elle fut intégrée au championnat FIA GT en étant réservée aux voitures de grand tourisme. En 2010 elle fut une manche du championnat européen FIA GT2, avant d'intégrer en 2011 les Blancpain Endurance Series.

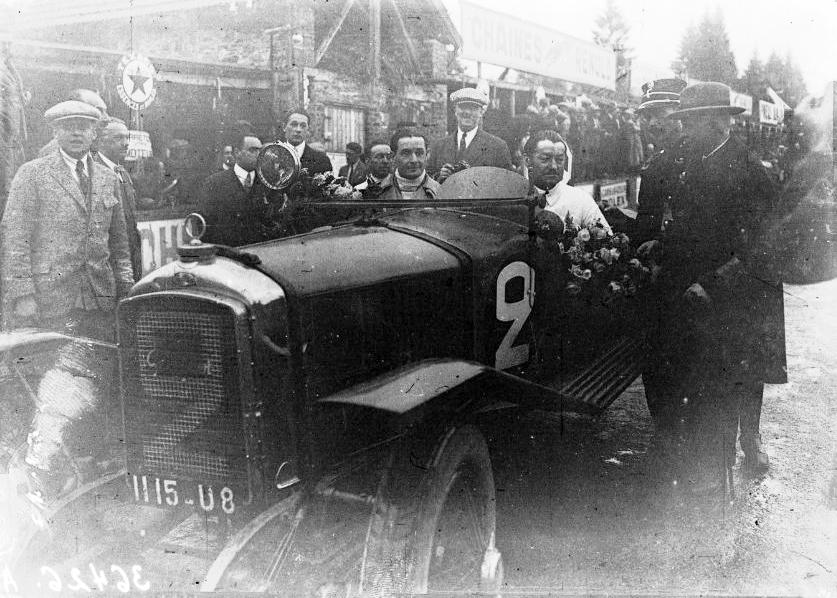
André Boillot après sa victoire aux 24 Heures de Spa en 1926, sur Peugeot 174S
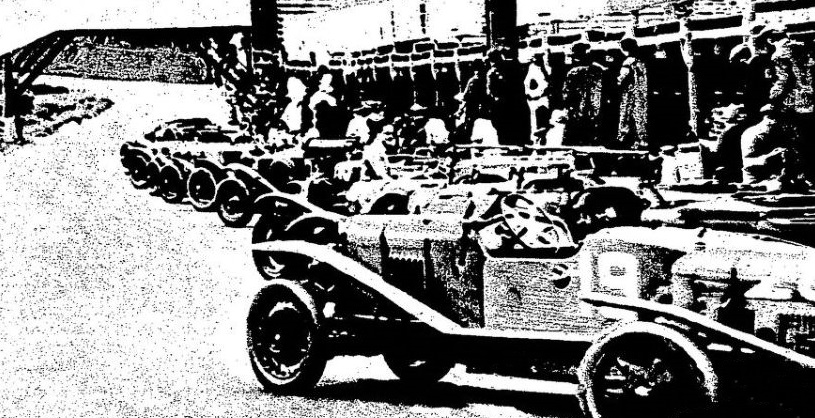
Départ des 24 Heures de Spa en 1927,
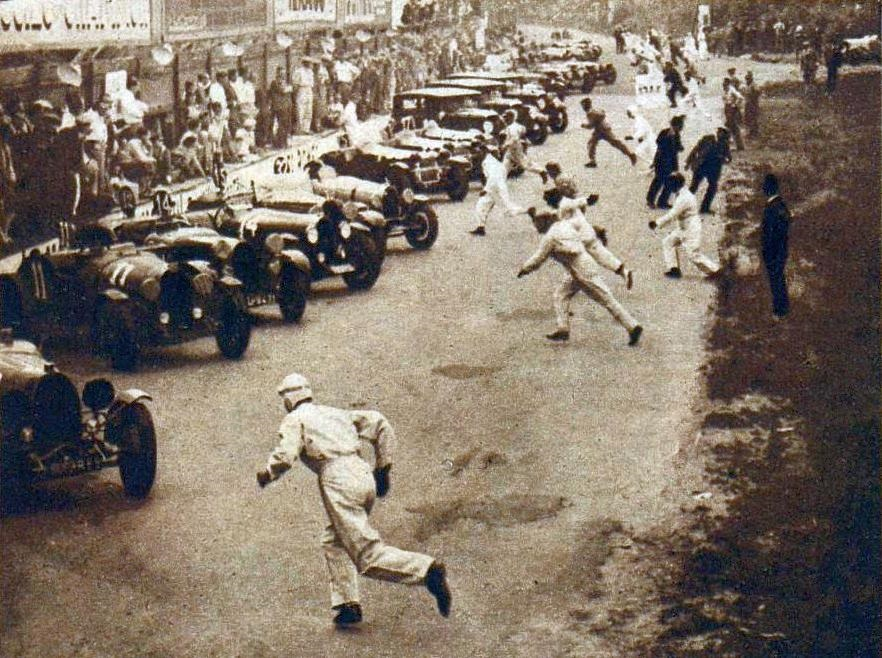
en 1930,
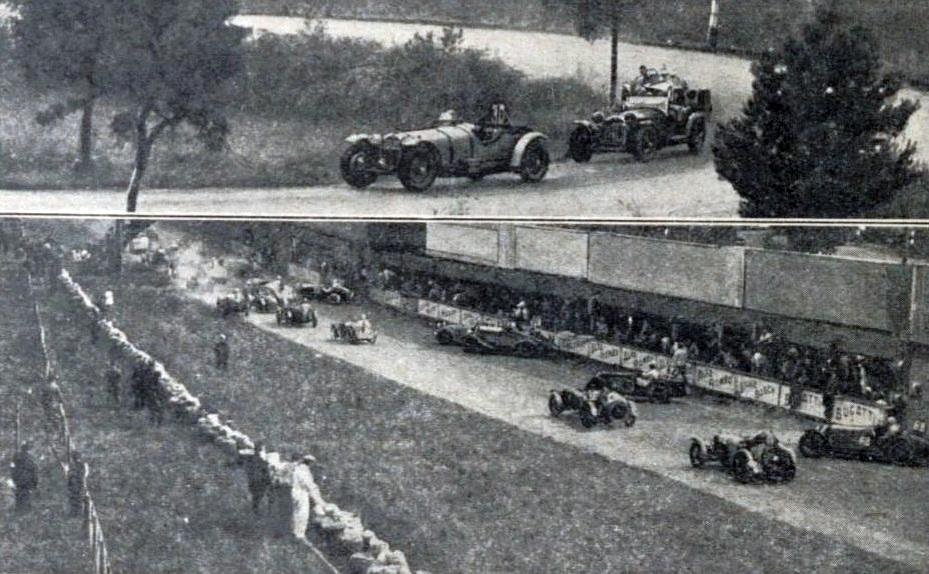
en 1932 (en haut le virage de La Douane),
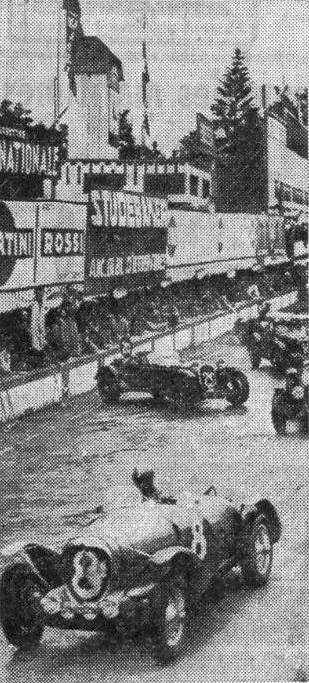
et en 1938.
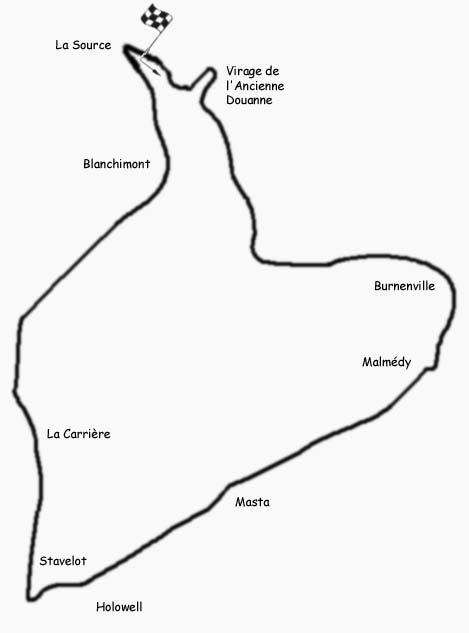
Tracé originel de 15 Kilomètres
Tracé actuel de 7 Kilomètres

## Palmarès
| 1924      | Henri Springuel Maurice Béquet                                       | Bignan 2,0 l                            |                                                                                       |                                         |                                         |                                         |                                         |
| 1925      | André Lagache René Léonard                                           | Chenard & Walcker                       |                                                                                       |                                         |                                         |                                         |                                         |
| 1926      | André Boillot Louis Rigal                                            | Peugeot 174S                            |                                                                                       |                                         |                                         |                                         |                                         |
| 1927      | Robert Sénéchal Nicolas Caërels                                      | Excelsior                               |                                                                                       |                                         |                                         |                                         |                                         |
| 1928      | Attilio Marinoni Boris Ivanowski                                     | Alfa Romeo 6C                           |                                                                                       |                                         |                                         |                                         |                                         |
| 1929      | Attilio Marinoni Robert Benoist                                      | Alfa Romeo 6C 1750 SS                   |                                                                                       |                                         |                                         |                                         |                                         |
| 1930      | Attilio Marinoni Pietro Ghersi                                       | Alfa Romeo 6C 1750 GS                   |                                                                                       |                                         |                                         |                                         |                                         |
| 1931      | Goffredo Zehender Prince Dimitri Djordjadze                          | Mercedes-Benz SSK                       |                                                                                       |                                         |                                         |                                         |                                         |
| 1932      | Antonio Brivio Eugenio Siena                                         | Alfa Romeo 8C 2300 LM                   |                                                                                       |                                         |                                         |                                         |                                         |
| 1933      | Louis Chiron Luigi Chinetti                                          | Alfa Romeo 8C 2300 LM                   |                                                                                       |                                         |                                         |                                         |                                         |
| 1934      | Jean Desvignes Norbert Mahé                                          | Bugatti Type 44                         |                                                                                       |                                         |                                         |                                         |                                         |
| 1935      | Pas de course                                                        | Pas de course                           | Pas de course                                                                         | Pas de course                           | Pas de course                           | Pas de course                           | Pas de course                           |
| 1936      | Francesco Severi Raymond Sommer                                      | Alfa Romeo 8C 2900 A                    |                                                                                       |                                         |                                         |                                         |                                         |
| 1937      | Pas de course                                                        | Pas de course                           | Pas de course                                                                         | Pas de course                           | Pas de course                           | Pas de course                           | Pas de course                           |
| 1938      | Carlo Maria Pintacuda Francesco Severi                               | Alfa Romeo 8C 2900 B                    |                                                                                       |                                         |                                         |                                         |                                         |
| 1939-1947 | Pas de course (Seconde Guerre mondiale)                              | Pas de course (Seconde Guerre mondiale) | Pas de course (Seconde Guerre mondiale)                                               | Pas de course (Seconde Guerre mondiale) | Pas de course (Seconde Guerre mondiale) | Pas de course (Seconde Guerre mondiale) | Pas de course (Seconde Guerre mondiale) |
| 1948      | St John Horsfall Leslie Johnson                                      | Aston Martin 2-Litre Sports             |                                                                                       |                                         |                                         |                                         |                                         |
| 1949      | Luigi Chinetti Jean Lucas                                            | Ferrari 166MM                           |                                                                                       |                                         |                                         |                                         |                                         |
| 1950-1952 | Pas de course                                                        | Pas de course                           | Pas de course                                                                         | Pas de course                           | Pas de course                           | Pas de course                           | Pas de course                           |
| 1953      | Giuseppe Farina Mike Hawthorn                                        | Ferrari 375 MM Pinin                    | Championnat du monde des voitures de sport                                            |                                         |                                         |                                         |                                         |
| 1954-1963 | Pas de course                                                        | Pas de course                           | Pas de course                                                                         | Pas de course                           | Pas de course                           | Pas de course                           | Pas de course                           |
| 1964      | Robert Crevits Gustave Gosselin                                      | Mercedes-Benz 300 SE                    |                                                                                       |                                         |                                         |                                         |                                         |
| 1965      | Pascal Ickx Gérard Langlois von Ophem                                | BMW 1800 Ti/SA                          |                                                                                       |                                         |                                         |                                         |                                         |
| 1966      | Hubert Hahne Jacky Ickx                                              | BMW 2000 Ti                             | Championnat d'Europe des voitures de tourisme                                         |                                         |                                         |                                         |                                         |
| 1967      | Jean-Pierre Gaban Noël van Assche                                    | Porsche 911                             | Championnat d'Europe des voitures de tourisme                                         |                                         |                                         |                                         |                                         |
| 1968      | Erwin Kremer Helmut Kelleners Willi Kauhsen                          | Porsche 911                             | Championnat d'Europe des voitures de tourisme                                         |                                         |                                         |                                         |                                         |
| 1969      | Guy Chasseuil Claude Ballot-Lena                                     | Porsche 911                             | Championnat d'Europe des voitures de tourisme                                         |                                         |                                         |                                         |                                         |
| 1970      | Günther Huber Helmut Kelleners                                       | BMW 2800 CS Alpina                      | Championnat d'Europe des voitures de tourisme                                         |                                         |                                         |                                         |                                         |
| 1971      | Dieter Glemser Alex Soler-Roig                                       | Ford Capri RS                           | Championnat d'Europe des voitures de tourisme                                         |                                         |                                         |                                         |                                         |
| 1972      | Jochen Mass Hans-Joachim Stuck                                       | Ford Capri RS                           | Championnat d'Europe des voitures de tourisme                                         |                                         |                                         |                                         |                                         |
| 1973      | Dieter Quester Toine Hezemans                                        | BMW 3.0 CSL                             | Championnat d'Europe des voitures de tourisme                                         |                                         |                                         |                                         |                                         |
| 1974      | Jean Xhenceval Alain Peltier Pierre Dieudonné                        | BMW 3.0 CSi                             |                                                                                       |                                         |                                         |                                         |                                         |
| 1975      | Pierre Dieudonné Jean Xhenceval Hugues de Fierlant                   | BMW 3.0 CSi                             |                                                                                       |                                         |                                         |                                         |                                         |
| 1976      | Jean-Marie Detrin Nico Demuth Charles Van Stalle ("Chavan")          | BMW 3.0 CSL                             |                                                                                       |                                         |                                         |                                         |                                         |
| 1977      | Eddy Joosen Jean-Claude Andruet                                      | BMW 530i                                |                                                                                       |                                         |                                         |                                         |                                         |
| 1978      | Gordon Spice Teddy Pilette                                           | Ford Capri III 3.0S                     |                                                                                       |                                         |                                         |                                         |                                         |
| 1979      | Jean-Michel Martin Philippe Martin                                   | Ford Capri III 3.0S                     |                                                                                       |                                         |                                         |                                         |                                         |
| 1980      | Jean-Michel Martin Philippe Martin                                   | Ford Capri III 3.0S                     |                                                                                       |                                         |                                         |                                         |                                         |
| 1981      | Tom Walkinshaw Pierre Dieudonné                                      | Mazda RX-7                              | Championnat du monde des voitures de sport                                            |                                         |                                         |                                         |                                         |
| 1982      | Hans Heyer Armin Hahne Eddy Joosen                                   | BMW 528i                                | Championnat d'Europe des voitures de tourisme                                         |                                         |                                         |                                         |                                         |
| 1983      | Thierry Tassin Hans Heyer Armin Hahne                                | BMW 635 CSi                             | Championnat d'Europe des voitures de tourisme                                         |                                         |                                         |                                         |                                         |
| 1984      | Tom Walkinshaw Hans Heyer Win Percy                                  | Jaguar XJS                              | Championnat d'Europe des voitures de tourisme                                         |                                         |                                         |                                         |                                         |
| 1985      | Gerhard Berger Marc Surer Roberto Ravaglia                           | BMW 635 CSi                             | Championnat d'Europe des voitures de tourisme                                         |                                         |                                         |                                         |                                         |
| 1986      | Dieter Quester Altfrid Heger Thierry Tassin                          | BMW 635 CSi                             | Championnat d'Europe des voitures de tourisme                                         |                                         |                                         |                                         |                                         |
| 1987      | Jean-Michel Martin Eric van de Poele Didier Theys                    | BMW M3 e30                              | Championnat du monde des voitures de tourisme 1,6 l/2,5 l                             |                                         |                                         |                                         |                                         |
| 1988      | Dieter Quester Altfrid Heger Roberto Ravaglia                        | BMW M3 e30                              | Championnat d'Europe des voitures de tourisme                                         |                                         |                                         |                                         |                                         |
| 1989      | Gianfranco Brancatelli Win Percy Bernd Schneider                     | Ford Sierra RS500                       |                                                                                       |                                         |                                         |                                         |                                         |
| 1990      | Fabien Giroix Johnny Cecotto Markus Oestreich                        | BMW M3 e30                              |                                                                                       |                                         |                                         |                                         |                                         |
| 1991      | Anders Olofsson David Brabham Naoki Hattori                          | Nissan Skyline GT-R                     |                                                                                       |                                         |                                         |                                         |                                         |
| 1992      | Jean-Michel Martin Steve Soper Christian Danner                      | BMW M3 e30                              |                                                                                       |                                         |                                         |                                         |                                         |
| 1993      | Christian Fittipaldi Uwe Alzen Jean-Pierre Jarier                    | Porsche 911 RSR                         |                                                                                       |                                         |                                         |                                         |                                         |
| 1994      | Roberto Ravaglia Thierry Tassin Alexander Burgstaller                | BMW 318is                               |                                                                                       |                                         |                                         |                                         |                                         |
| 1995      | Joachim Winkelhock Steve Soper Peter Kox                             | BMW 320i                                |                                                                                       |                                         |                                         |                                         |                                         |
| 1996      | Jörg Müller Thierry Tassin Alexander Burgstaller                     | BMW 320i                                |                                                                                       |                                         |                                         |                                         |                                         |
| 1997      | Didier de Radigues Éric Hélary Marc Duez                             | BMW 320i                                |                                                                                       |                                         |                                         |                                         |                                         |
| 1998      | Alain Cudini Eric van de Poele Marc Duez                             | BMW 320i                                |                                                                                       |                                         |                                         |                                         |                                         |
| 1999      | Frédéric Bouvy Emmanuel Collard Anthony Beltoise                     | Peugeot 306 GTI                         |                                                                                       |                                         |                                         |                                         |                                         |
| 2000      | Frédéric Bouvy Kurt Mollekens Didier Defourny                        | Peugeot 306 GTI                         |                                                                                       |                                         |                                         |                                         |                                         |
| 2001      | Christophe Bouchut Jean-Philippe Belloc Marc Duez                    | Chrysler Viper GTS-R                    | GT Championnat FIA GT                                                                 |                                         |                                         |                                         |                                         |
| 2002      | Christophe Bouchut Sébastien Bourdais David Terrien Vincent Vosse    | Chrysler Viper GTS-R                    | GT Championnat FIA GT                                                                 |                                         |                                         |                                         |                                         |
| 2003      | Romain Dumas Stéphane Ortelli Marc Lieb                              | Porsche 911 GT3 RS (996)                | N-GT Championnat FIA GT                                                               |                                         |                                         |                                         |                                         |
| 2004      | Luca Cappellari Fabrizio Gollin Lilian Bryner Enzo Calderari         | Ferrari 550 GTS Maranello               | GT Championnat FIA GT                                                                 |                                         |                                         |                                         |                                         |
| 2005      | Michael Bartels Eric van de Poele Timo Scheider                      | Maserati MC12                           | GT1 / Championnat FIA GT                                                              |                                         |                                         |                                         |                                         |
| 2006      | Michael Bartels Eric van de Poele Andrea Bertolini                   | Maserati MC12                           | GT1 Championnat FIA GT                                                                |                                         |                                         |                                         |                                         |
| 2007      | Mike Hezemans Fabrizio Gollin Jean-Denis Delétraz Marcel Fässler     | Chevrolet Corvette C6.R                 | GT1 Championnat FIA GT                                                                |                                         |                                         |                                         |                                         |
| 2008      | Michael Bartels Eric van de Poele Andrea Bertolini Stéphane Sarrazin | Maserati MC12                           | GT1 Championnat FIA GT                                                                |                                         |                                         |                                         |                                         |
| 2009      | Anthony Kumpen Kurt Mollekens Mike Hezemans Jos Menten               | Chevrolet Corvette C6.R                 | GT1 Championnat FIA GT                                                                |                                         |                                         |                                         |                                         |
| 2010      | Romain Dumas Martin Ragginger (de) Jörg Bergmeister Wolf Henzler     | Porsche 911 GT3 RSR (997)               | GT2 Coupe d'Europe                                                                    |                                         |                                         |                                         |                                         |
| 2011      | Gregory Franchi Timo Scheider Mattias Ekström                        | Audi R8 LMS                             | GT3 Blancpain Endurance Series                                                        |                                         |                                         |                                         |                                         |
| 2012      | Andrea Piccini René Rast Frank Stippler                              | Audi R8 LMS Ultra                       | GT3 Blancpain Endurance Series                                                        |                                         |                                         |                                         |                                         |
| 2013      | Maximilian Buhk Maximilian Götz Bernd Schneider                      | Mercedes-Benz SLS AMG GT3               | GT3 Blancpain Endurance Series                                                        |                                         |                                         |                                         |                                         |
| 2014      | Laurens Vanthoor Markus Winkelhock René Rast                         | Audi R8 LMS Ultra                       | GT3 Blancpain Endurance Series                                                        |                                         |                                         |                                         |                                         |
| 2015      | Markus Palttala Lucas Luhr Nick Catsburg                             | BMW Z4 GT3 (E89)                        | GT3 Blancpain Endurance Series                                                        |                                         |                                         |                                         |                                         |
| 2016      | Philipp Eng Maxime Martin Alexander Sims                             | BMW M6 GT3                              | GT3 Blancpain Endurance Series et Intercontinental GT Challenge                       |                                         |                                         |                                         |                                         |
| 2017      | Markus Winkelhock Jules Gounon Christopher Haase                     | Audi R8 LMS GT3                         | GT3 Blancpain Endurance Series et Intercontinental GT Challenge                       |                                         |                                         |                                         |                                         |
| 2018      | Philipp Eng Tom Blomqvist Christian Krognes                          | BMW M6 GT3                              | GT3 Blancpain Endurance Series et Intercontinental GT Challenge                       |                                         |                                         |                                         |                                         |
| 2019      | Kévin Estre Richard Lietz Michael Christensen                        | Porsche 911 GT3 R                       | GT3 Blancpain Endurance Series et Intercontinental GT Challenge                       |                                         |                                         |                                         |                                         |
| 2020      | Laurens Vanthoor Nick Tandy Earl Bamber                              | Porsche 911 GT3 R                       | GT3 GT World Challenge Europe Endurance Cup by AWS et Intercontinental GT Challenge   |                                         |                                         |                                         |                                         |
| 2021      | Côme Ledogar Nicklas Nielsen Alessandro Pier Guidi                   | Ferrari 488 GT3 Evo                     | GT3 Fanatec GT World Challenge Europe Powered by AWS et Intercontinental GT Challenge |                                         |                                         |                                         |                                         |
| 2022      | Jules Gounon Daniel Juncadella Raffaele Marciello                    | Mercedes-AMG GT3                        | GT3 Fanatec GT World Challenge Europe Powered by AWS et Intercontinental GT Challenge |                                         |                                         |                                         |                                         |
| 2023      | Philipp Eng Nick Yelloly Marco Wittmann                              | BMW M4 GT3                              | GT3 GT World Challenge Europe Endurance Cup et Intercontinental GT Challenge          |                                         |                                         |                                         |                                         |
| 2024      | Mattia Drudi Nicki Thiim Marco Sørensen                              | Aston Martin Vantage AMR GT3 Evo        | GT3 GT World Challenge Europe Endurance Cup et Intercontinental GT Challenge          |                                         |                                         |                                         |                                         |
| 2025      | Mirko Bortolotti Luca Engstler Jordan Pepper                         | Lamborghini Huracán GT3 Evo 2           | GT3 GT World Challenge Europe Endurance Cup et Intercontinental GT Challenge          |                                         |                                         |                                         |                                         |

## Nombres de victoires

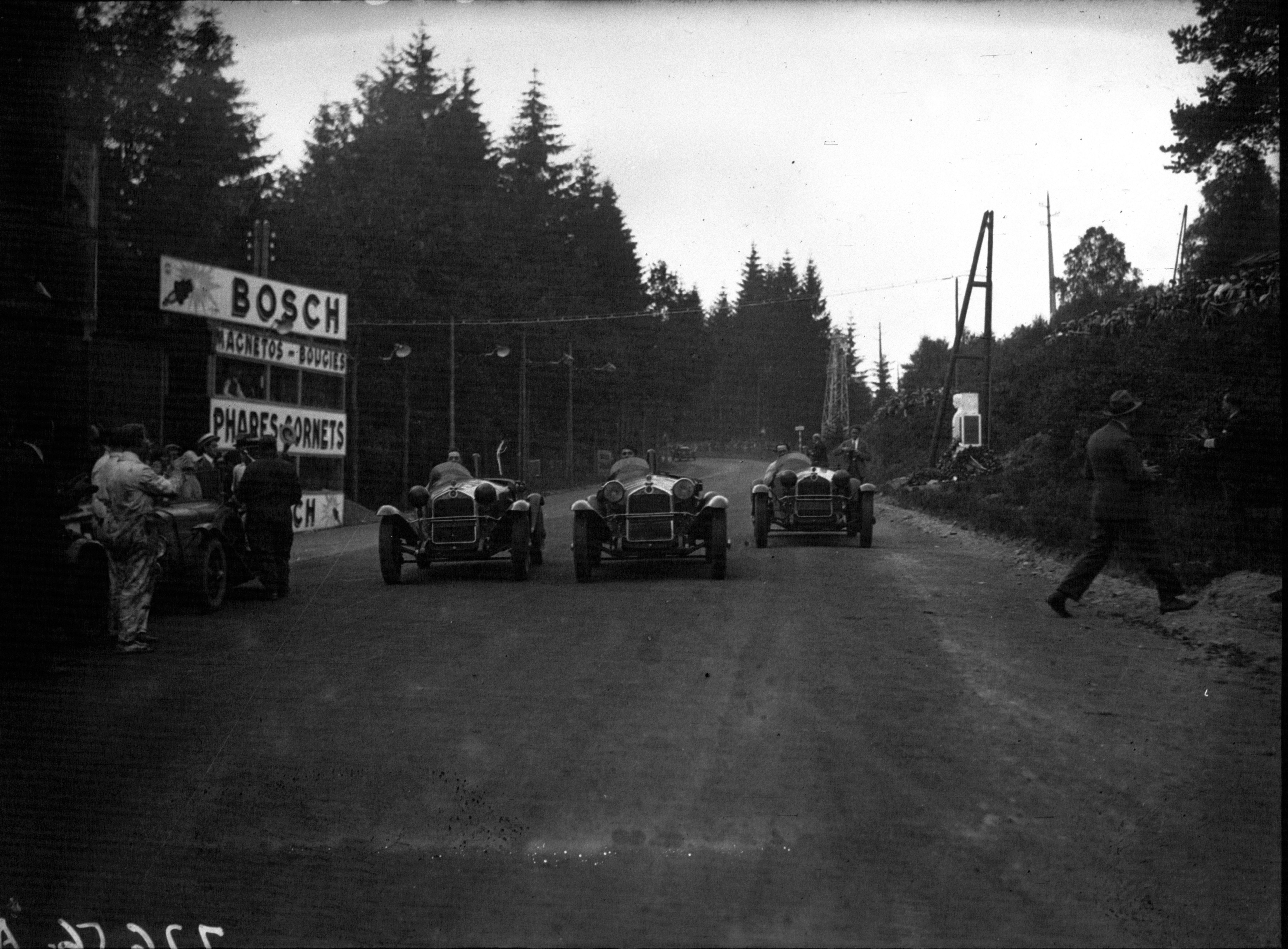
Trois Alfa Romeo 6C 1750 GS de front, lors de l'édition 1930 de l'épreuve.

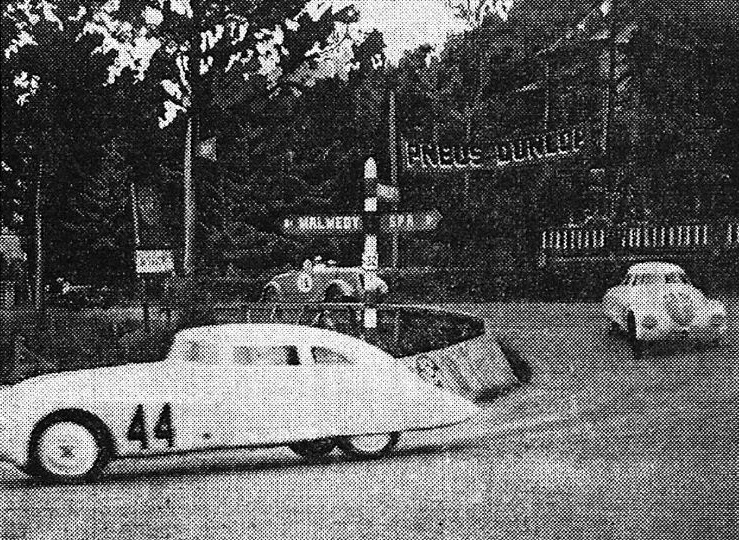
Les 24 Heures de Spa en 1936 (Löhr et von Guilleaume sur Adler Werke en n°44).

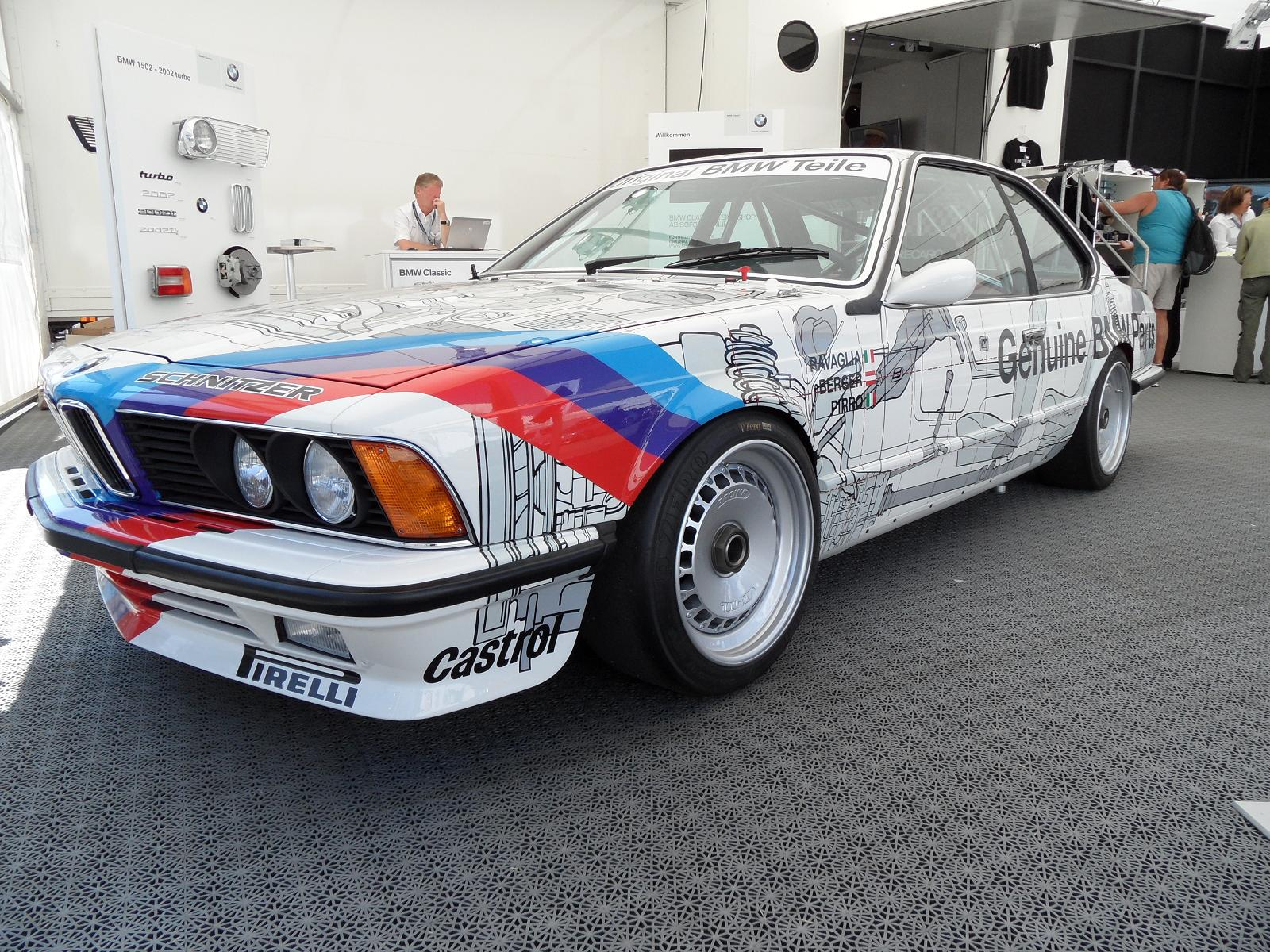
Triplé du Schnitzer Motorsport en 1986, sur BMW E24 635 CSi du Groupe A.

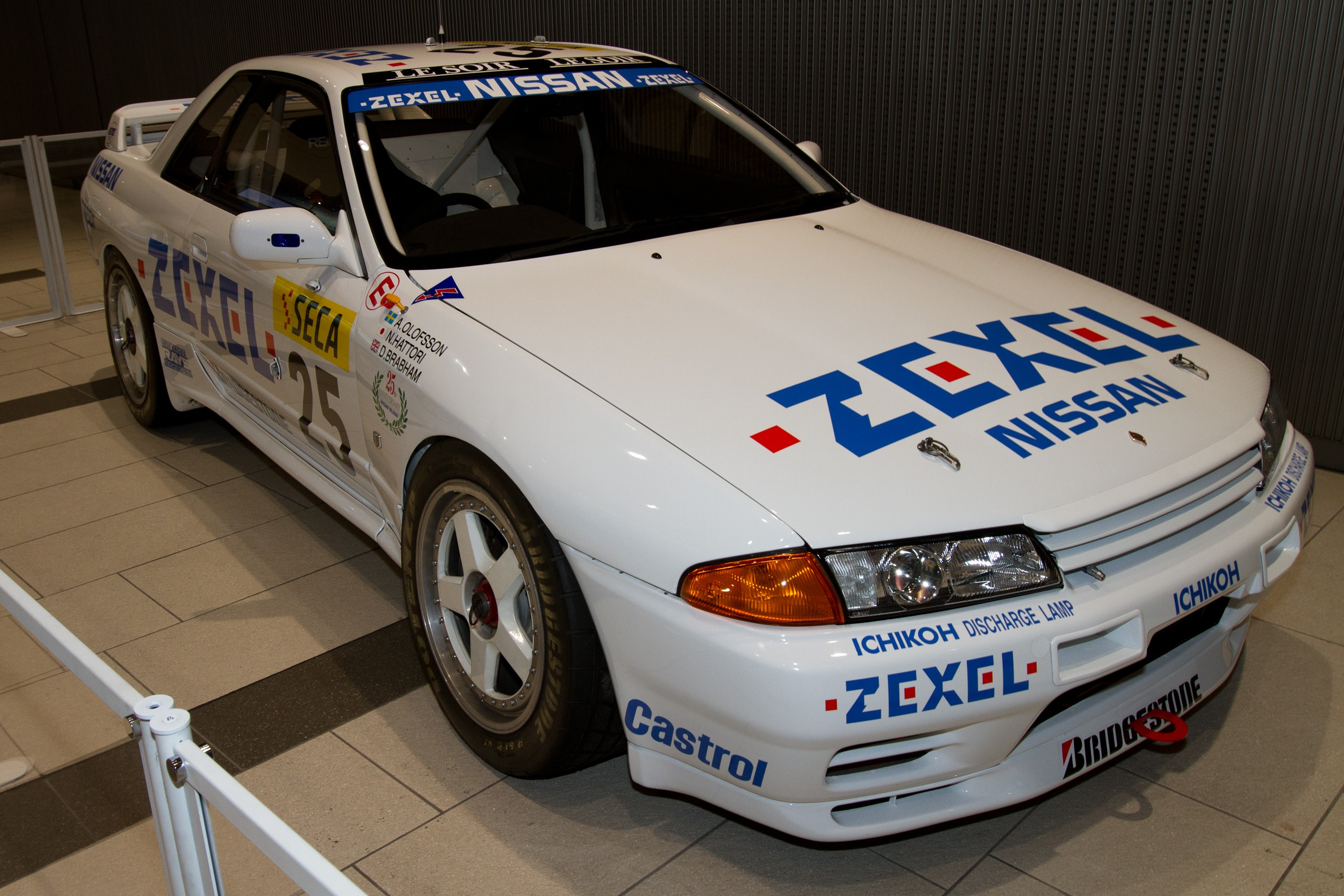
Nissan Skyline GT-R, voiture vainqueur de l'édition 1991 des 24 Heures.

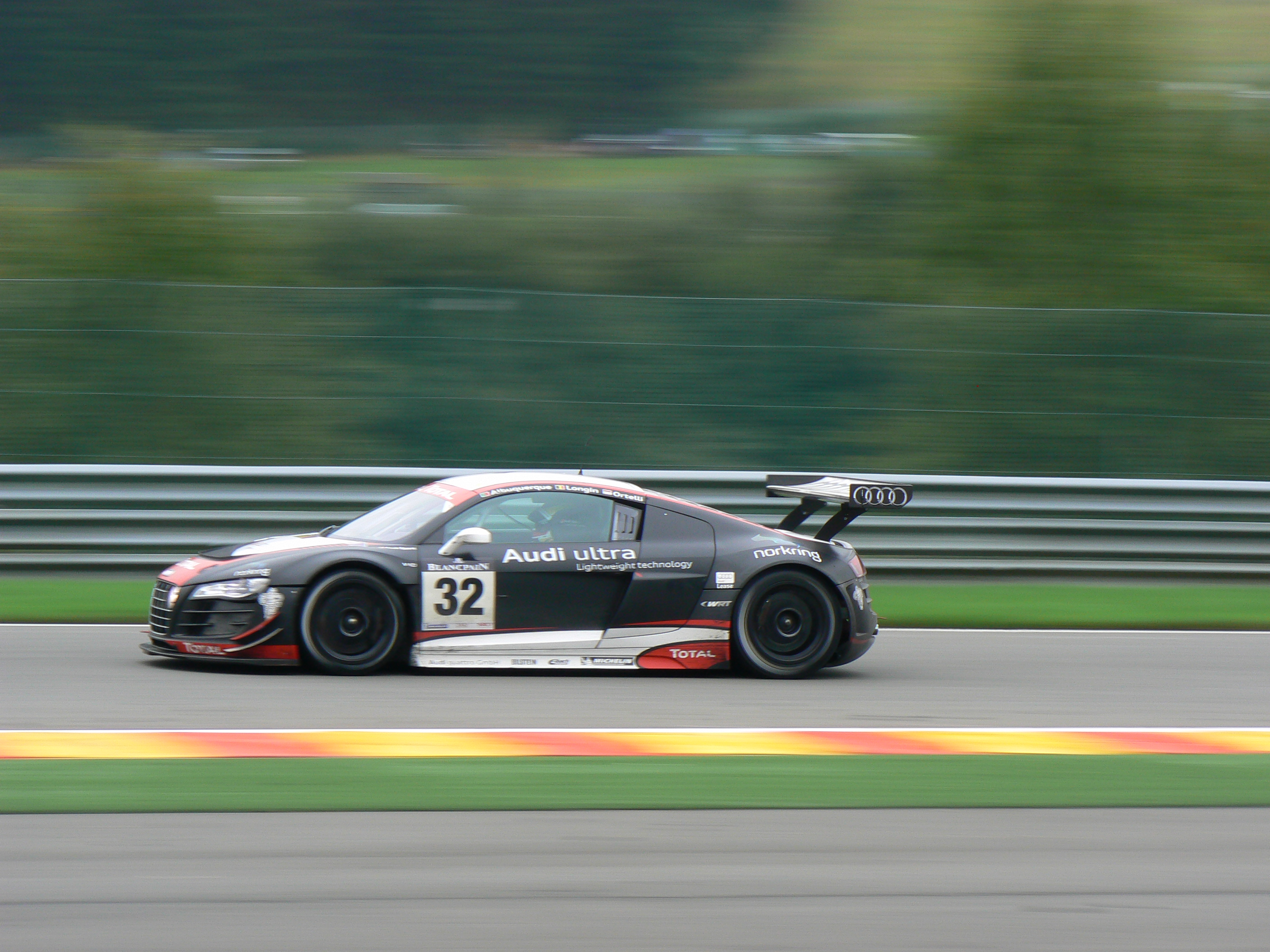
Une Audi R8 LMS, lors des 24 Heures de Spa 2011.

### Constructeurs
|    | Constructeur      | Nombre de Victoires | Editions remportées |
| -- | ----------------- | ------------------- | --- |
| 1  | BMW               | 25                  | 1965, 1966, 1970, 1973, 1974, 1975, 1976, 1977, 1982, 1983, 1985, 1986, 1987, 1988, 1990, 1992, 1994, 1995, 1996, 1997, 1998, 2015, 2016, 2018 et 2023 |
| 2  | Porsche           | 8                   | 1967, 1968, 1969, 1993, 2003, 2010, 2019 et 2020 |
| 3  | Alfa Romeo        | 7                   | 1928, 1929, 1930, 1932, 1933, 1936 et 1938 |
| 4  | Ford              | 6                   | 1971, 1972, 1978, 1979, 1980 et 1989 |
| 5  | Audi              | 4                   | 2011, 2012, 2014 et 2017 |
| 5  | Ferrari           | 4                   | 1949, 1953, 2004 et 2021 |
| 5  | Mercedes-Benz     | 4                   | 1931, 1964, 2013 et 2022 |
| 8  | Peugeot           | 3                   | 1926, 1999 et 2000 |
| 8  | Maserati          | 3                   | 2005, 2006 et 2008 |
| 10 | Chrysler          | 2                   | 2001 et 2002 |
| 10 | Chevrolet         | 2                   | 2007 et 2009 |
| 10 | Aston Martin      | 2                   | 1948 et 2024 |
| 13 | Bignan            | 1                   | 1924 |
| 13 | Chenard & Walcker | 1                   | 1925 |
| 13 | Excelsior         | 1                   | 1927 |
| 13 | Bugatti           | 1                   | 1934 |
| 13 | Mazda             | 1                   | 1981 |
| 13 | Jaguar            | 1                   | 1984 |
| 13 | Nissan            | 1                   | 1991 |
| 13 | Lamborghini       | 1                   | 2025 |

### Pilotes
|    | Pilote                | Nombre de victoires | Éditions remportées            |
| -- | --------------------- | ------------------- | ------------------------------ |
| 1  | Eric van de Poele     | 5                   | 1987, 1998, 2005, 2006 et 2008 |
| 2  | Jean-Michel Martin    | 4                   | 1979, 1980, 1987 et 1992       |
| 2  | Thierry Tassin        | 4                   | 1983, 1986, 1994 et 1996       |
| 4  | Attilio Marinoni      | 3                   | 1928, 1929 et 1930             |
| 4  | Pierre Dieudonné      | 3                   | 1974, 1975 et 1981             |
| 4  | Hans Heyer            | 3                   | 1982, 1983 et 1984             |
| 4  | Dieter Quester        | 3                   | 1973, 1986 et 1988             |
| 4  | Roberto Ravaglia      | 3                   | 1985, 1988 et 1994             |
| 4  | Marc Duez             | 3                   | 1997, 1998 et 2001             |
| 4  | Michael Bartels       | 3                   | 2005, 2006 et 2008             |
| 4  | Philipp Eng           | 3                   | 2016, 2018 et 2023             |
| 12 | Francesco Severi      | 2                   | 1936 et 1938                   |
| 12 | Luigi Chinetti        | 2                   | 1933 et 1949                   |
| 12 | Helmut Kelleners      | 2                   | 1968 et 1970                   |
| 12 | Jean Xhenceval        | 2                   | 1974 et 1975                   |
| 12 | Philippe Martin       | 2                   | 1979 et 1980                   |
| 12 | Eddy Joosen           | 2                   | 1977 et 1982                   |
| 12 | Armin Hahne           | 2                   | 1982 et 1983                   |
| 12 | Tom Walkinshaw        | 2                   | 1981 et 1984                   |
| 12 | Altfrid Heger         | 2                   | 1986 et 1988                   |
| 12 | Win Percy             | 2                   | 1984 et 1989                   |
| 12 | Steve Soper           | 2                   | 1992 et 1995                   |
| 12 | Alexander Burgstaller | 2                   | 1994 et 1996                   |
| 12 | Frédéric Bouvy        | 2                   | 1999 et 2000                   |
| 12 | Christophe Bouchut    | 2                   | 2001 et 2002                   |
| 12 | Fabrizio Gollin       | 2                   | 2004 et 2007                   |
| 12 | Andrea Bertolini      | 2                   | 2006 et 2008                   |
| 12 | Kurt Mollekens        | 2                   | 2000 et 2009                   |
| 12 | Mike Hezemans         | 2                   | 2007 et 2009                   |
| 12 | Romain Dumas          | 2                   | 2003 et 2010                   |
| 12 | Timo Scheider         | 2                   | 2005 et 2011                   |
| 12 | Bernd Schneider       | 2                   | 1989 et 2013                   |
| 12 | René Rast             | 2                   | 2012 et 2014                   |
| 12 | Markus Winkelhock     | 2                   | 2014 et 2017                   |
| 12 | Laurens Vanthoor      | 2                   | 2014 et 2020                   |
| 12 | Jules Gounon          | 2                   | 2017 et 2022                   |

## Remarque
- Une femme a remporté l'épreuve, Lilian Bryner en 2004.